# AndLinux
andLinux là một hệ thống dựa trên Ubuntu bằng cách sử dụng Linux kernel được thiết kế để chạy một môi trường Linux nguyên bản trên hệ thống Windows (2000, XP, 2003, Vista, 7; bản 32-bit). Nó là một phần mềm FLOSS được phát hành theo giấy phép GNU GPL. Nó sử dụng hạt nhân CoLinux để hoạt động, Xming để chạy X Windows, PulseAudio cho âm thanh, và có sự lựa chọn của một trong hai cách sử dụng một phiên bản rút gọn của KDE hoặc XFCE.

## Kiến trúc
| Không gian người dùng |
| coLinux kernel        |

| Không gian người dùng |
| Windows kernel        |